# Aprenentatge multitasca
L'aprenentatge multitasca (MTL) és un subcamp de l'aprenentatge automàtic en què es resolen múltiples tasques d'aprenentatge alhora, alhora que s'aprofiten els punts comuns i les diferències entre tasques. Això pot resultar en una millora de l'eficiència de l'aprenentatge i la precisió de predicció dels models específics de la tasca, en comparació amb l'entrenament dels models per separat. Les primeres versions de MTL es van anomenar "hints".

En un article de 1997 àmpliament citat, Rich Caruana va caracteritzar la següent:
L'aprenentatge multitasca és un enfocament de la transferència inductiva que millora la generalització mitjançant l'ús de la informació de domini continguda en els senyals d'entrenament de tasques relacionades com a biaix inductiu. Ho fa aprenent tasques en paral·lel mentre utilitza una representació compartida; el que s'aprèn per a cada tasca pot ajudar a aprendre millor altres tasques.
En el context de classificació, MTL pretén millorar el rendiment de múltiples tasques de classificació aprenent-les conjuntament. Un exemple és un filtre de correu brossa, que es pot tractar com a tasques de classificació diferents però relacionades entre diferents usuaris. Per fer-ho més concret, tingueu en compte que diferents persones tenen diferents distribucions de funcions que distingeixen els correus electrònics de correu brossa dels legítims, per exemple, un parlant anglès pot trobar que tots els correus electrònics en rus són correu brossa, no així per als que parlen rus. No obstant això, hi ha una característica comuna en aquesta tasca de classificació entre els usuaris, per exemple, una característica comuna pot ser el text relacionat amb la transferència de diners. La resolució conjunta del problema de classificació de correu brossa de cada usuari mitjançant MTL pot permetre que les solucions s'informin mútuament i millorin el rendiment. Altres exemples de configuració per a MTL inclouen la classificació multiclasse i la classificació multietiqueta.
L'aprenentatge multitasca funciona perquè la regularització induïda per requerir que un algorisme funcioni bé en una tasca relacionada pot ser superior a la regularització que evita el sobreajust penalitzant tota la complexitat de manera uniforme. Una situació en què MTL pot ser especialment útil és si les tasques comparteixen aspectes comuns importants i, en general, es mostren una mica menys. Tanmateix, com s'explica a continuació, també s'ha demostrat que MTL és beneficiós per aprendre tasques no relacionades.